# Schönalmjoch
Le Schönalmjoch est une montagne culminant à 1 986 m d'altitude dans le massif des Karwendel en Autriche.

## Géographie
Le Schönalmjoch se situe dans le chaînon du Vorkarwendel.

## Ascension
Le sommet peut être atteint par une simple randonnée en montagne depuis Hinterriß ou le Fuggerangeralm dans la Rißtal.